# Quino (Chile)
Quino es una localidad que se encuentran ubicada en la comuna de  Victoria, Provincia de Malleco, Región de la Araucanía, Chile.
Su nombre se origina por el Río Quino que se encuentra en sus inmediaciones. El origen del asentamiento actual se debe a la existencia de la Estación Ferroviaria de Quino

## Economía
Esta localidad basa su economía en la actividad agrícola.

## Accesibilidad y transporte
Su acceso se realiza a través de las rutas R-810 que la une con  Victoria, al oeste de la carretera Panamericana.
Esta localidad rural cuenta con el Aeródromo La Colmena. en las proximidades de Quino Oriente, el cual sirve directamente a esta localidad y a la ciudad de Traiguén a través de la ruta R-826. en las inmediaciones de este aeródromo están los esteros Chanco y Quino.